# Quinto Cecilio Metelo Macedónico

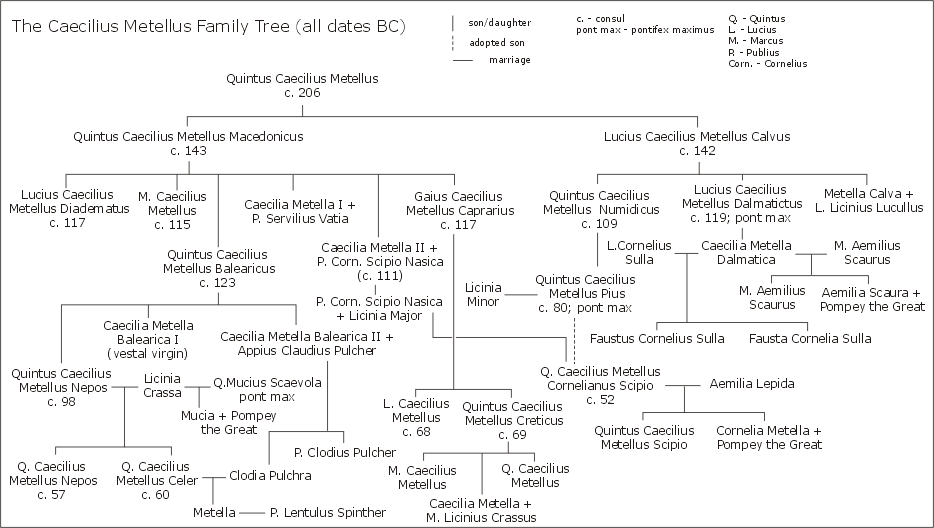
Árbol genealógico de los Cecilios Metelos.

Quinto Cecilio Metelo Macedónico  (m. 115 a. C.) fue un militar y político romano de la República, cónsul en una ocasión (143 a. C.) y censor (131 a. C.) e hijo de Quinto Cecilio Metelo.

## Principio de su carrera
Participó en la tercera guerra macedónica en el año 168 a. C. en el ejército de Emilio Paulo. Después de la batalla de Pidna, fue enviado a Roma junto con Quinto Fabio Máximo Emiliano y Lucio Cornelio Léntulo para anunciar la derrota del rey Perseo.

## Campañas en Macedonia y Grecia
En el año 148 a. C. fue elegido pretor. Recibió como provincia a Macedonia, país que ya conocía, y donde Andrisco, un supuesto hijo de Perseo, bajo el nombre de Filipo VI de Macedonia, había derrotado al pretor Publio Juvencio. Andrisco fue derrotado y capturado por Metelo y, como resultado, Macedonia se convirtió en provincia romana.
En 146 a. C. intentó una gestión diplomática ante la Liga Aquea; al fracasar, llevó a la guerra. Cerca de Escarfia, en Lócrida, derrotó a su estratego Critolao, el cual resultó muerto y fue sustituido por Dieo. Posteriormente derrotó a un ejército de Arcadia cerca de Queronea.
No pudo terminar la campaña al ser sustituido por el cónsul del año Lucio Mumio. Al volver a Italia, Metelo recibió el honor de un triunfo y el cognomen de Macedónico por su victoria. Además, Metelo construyó sendos pórticos en los templos de Júpiter Estator y de Juno, los únicos de mármol por entonces, para conmemorar sus victorias en Macedonia, además de adornarlos con estatuas ecuestres de los generales de Alejandro Magno hechas por Lisipo.

## Campaña en Hispania
A pesar de la gloria que había adquirido en esta guerra, Metelo fue dos veces candidato al consulado sin éxito. No obtuvo este honor hasta el año 143 a. C. junto con Apio Claudio Pulcro, recibiendo la provincia de Hispania Citerior.
Como procónsul en 142 a. C., luchó contra los celtíberos en la tercera guerra celtíbera, en las guerras numantinas y contra Viriato, pero no consiguió conquistar Numancia, siendo sucedido por Quinto Pompeyo. En esta campaña, Valerio Máximo y Frontino mencionan su humanidad con los enemigos, la severidad en el mantenimiento de la disciplina en sus filas y la prudencia de sus actos civiles y militares, pero finalmente intentó dejar el ejército sin capacidad de combate para su sucesor, al que envidiaba y odiaba.

## Censura
Dado su enorme prestigio, fue nombrado censor en 131 a. C. con Quinto Pompeyo. Por primera vez, los dos censores eran plebeyos.
Durante su censura propuso que todos los romanos estuvieran obligados a casarse con el fin de aumentar la población libre de la ciudad. El discurso que pronunció sobre el tema aún existía en la época de Augusto y fue leído por el emperador en el Senado cuando llevó adelante su lex de Maritandis Ordinibus. Algunos fragmentos se conservan en el texto de Aulo Gelio, quien, sin embargo, lo atribuía erróneamente a Metelo el Numídico. Durante el ejercicio de su cargo estuvo a punto de morir a manos del tribuno de la plebe Cayo Atinio Labeón, que lo cogió y quiso despeñarlo por la roca Tarpeya en desquite por haber sido expulsado del Senado. Fue rescatado gracias a la intervención de otro tribuno, aunque Atinio pudo confiscarle las propiedades, que fueron dedicadas a los dioses.
Miembro de los optimates, se opuso a las medidas de los Gracos. El discurso que pronunció en contra de Tiberio Graco es alabado por Cicerón, que habla muy bien de su elocuencia, y lo menciona en varios de sus discursos.
Al igual que los otros nobles romanos de su tiempo, tenía un gran amor por el arte. Erigió un espléndido pórtico y dos templos, uno dedicado a Júpiter y el otro a Juno, que fueron los primeros en Roma construidos de mármol, al frente de los cuales se colocó la estatua hecha por Lisipo de la batalla del Gránico encargada por Alejandro el Grande y que Metelo había traído de Macedonia.
Metelo murió en el año 115 a. C. durante el consulado de su hijo Marco Cecilio Metelo. Dejó cuatro hijos, tres de los cuales habían obtenido el consulado todavía en vida del padre y uno lo fue el año siguiente, dos hijas casadas y numerosos nietos. Era frecuentemente citado por los escritores antiguos como un ejemplo extraordinario de la felicidad humana.